# اینرلیتن
اینرلیتن (به انگلیسی: Innerleithen) یک شهرک در اسکاتلند است که در اسکوتیش بوردرز واقع شده است. اینرلیتن ۲٬۵۸۶ نفر جمعیت دارد.